# Asake
Pour les articles homonymes, voir Rhodes (homonymie).
Asake, nom de scène d'Ahmed Ololade Rhodes, né le 13 janvier 1995 à Lagos, est un chanteur d'afrobeats, rappeur, danseur et compositeur nigérian. Il est signé par YBNL Nation et Empire Distribution. Son nom de scène rend hommage à sa mère, dont le prénom est Asake,.

## Biographie

### Origine et formations
Ahmed Ololade naît le 13 janvier 1995 à Lagos. Il étudie le théâtre et les arts du spectacle à l'Université Obafemi-Awolowo à Ile-Ife, dans l'État d'Osun et se concentre d'abord sur la danse. Il y obtient une licence en arts.

### Carrière
Bien qu'il sorte des chansons depuis 2018, la carrière musicale d'Asake progresse davantage en 2020 lorsqu'il sort le single Mr. Money, suivi d'un remix avec Zlatan et Peruzzi. Asake fait sa percée cette même année avec sa chanson à succès Lady qui devient virale sur les médias sociaux et est diffusée massivement par les amateurs de musique nigérians. Il accède à la célébrité après avoir signé chez YBNL Records d'Olamide,, en février 2022,,.
En février 2022, Asake publie son premier projet Ololade, qui contient sa chanson phare "Omo Ope" avec Olamide. Le single Sungba publié à partir de la pièce étendue est remixé un mois plus tard avec un couplet de l'artiste nigérian Burna Boy. Asake signe également un contrat de distribution avec Empire en juillet 2022,.
Asake sort son premier album studio Mr. Money With the Vibe le 8 septembre 2022, sept mois après la sortie de son premier EP. L'album est soutenu par les singles à succès, Terminator, Peace Be Unto You et le remix Sungba avec Burna Boy. L'album reçoit de nombreux éloges de la part de ses fans au Nigeria ainsi que dans le monde entier et bat plusieurs records mondiaux. Il organise une tournée mondiale pour son premier album, qui fait salle comble à l'O2 Academy Brixton à Londres. Le 21 octobre 2022, la plateforme de crypto-monnaie Roqqu dévoile Asake en tant que son dernier ambassadeur.
Le 16 juin 2023, Asake sort Work of Art, son deuxième album studio. Soutenu par les singles Yoga, 2:30 et Amapiano, l'album de 14 titres contient un featuring avec Olamide.
En 2024, après le succès de son hit Lonely at the Top issu de son deuxième album, Asake revient avec un morceau intitulé Only Me dont le clip fait l'objet de plusieurs critiques : le célèbre chanteur nigérien est accusé d'avoir manqué de respect à la communauté catholique à cause d'une scène. Le 9 août 2024, il publie son troisième album studio, Lungu Boy. Ce projet de 15 titres contient plusieurs collaborations majeures avec Travis Scott, Wizkid, Central Cee, Stormzy et Ludmilla,.
Le 11 février 2025, Asake sort le single WHY LOVE. ll s'agit de son premier titre depuis son départ du label YBNL et la création de son propre label, Giran Republic.

## Style musical
Asake utilise souvent une production uptempo de style afro et amapiano. On retrouve des éléments de Fújì dans ses chansons.

## Discographie

### Albums studio
- 2022 - Mr. Money With the Vibe [22],[23],[24].
- 2023 - Work of Art
- 2024 - Lungu Boy [25]